# Novembre 1774

## Événements
- 8 novembre, Tibet : George Bogle, émissaire de la Compagnie des Indes britanniques, rencontre à Shigatse le sixième panchen-lama, Palden Yeshe[1]. Bogle se lie d’amitié avec le panchen-lama, étudie la langue et les coutumes du pays et épouse une Tibétaine. Il meurt prématurément en 1781.

- 12 novembre : rétablissement du Parlement de Paris. Turgot supprime certains des impôts les plus lourds et entreprend des réformes financières et judiciaires
  - Turgot veut réformer les finances en établissant un impôt unique appliqué a toutes les propriétés, sans distinction de privilèges. Il souhaite l’augmentation des revenus individuels, et supprime pour cela tout le système réglementaire qui pèse sur la production (liberté de travail, libre circulation). Pour faire adhérer les producteurs à ses projets, il propose une large réforme administrative visant à établir à tous les niveaux de l’administration des organismes élus suivant un système censitaire, disposant d’attributions consultatives, au risque de provoquer la rupture de la société d’ordre.

## Naissances
- Charles Bell († 1842), anatomiste écossais.

- 2 novembre : Georges Serullas (mort en 1832), chimiste et pharmacien français.
- 24 novembre : Thomas Dick (mort en 1857), révérend, professeur de sciences et écrivain écossais.

## Décès
- 17 novembre : Jean Althen (né en 1710), agronome d'origine arménienne[2].